# Portal e-Cidadania
O e-Cidadania é um portal criado em 2012 pelo Senado Federal para estimular a participação dos cidadãos nas atividades legislativas, orçamentárias, de fiscalização e de representação do Senado. O sítio foi instituído meses após a criação da Lei de Acesso à Informação, atendendo às demandas de transparência no poder público.
É uma ferramenta isenta de ligação partidária, possibilitando a participação cidadã no processo legislativo brasileiro. Entre maio de 2012 e março de 2020, mais de 74 milhões de usuários já haviam acessado ao Portal. Apenas em 2017, o site contabilizou mais de 130,5 milhões de acessos por mais de 21 milhões de usuários. Em 26 de julho de 2016, o site contabilizou participação recorde da população, com mais de 300 mil votos no projeto ''Escola Sem Partido". No total, foram 183 mil manifestações contrárias e 173 mil favoráveis ao projeto.
Quase todas as páginas do site são responsivas (se adaptando a dispositivos móveis) e aproximadamente 85% dos usuários acessam através de celulares.

## Histórico
O programa e-Cidadania foi instituído no dia 13 de fevereiro de 2012. Em maio de 2012, foi estruturada a primeira versão em funcionamento do portal. A segunda versão veio em novembro do mesmo ano.
A ideia veio de um grupo de servidores do Senado Federal, que apresentaram a proposta para o então Presidente da Casa, Senador José Sarney. O gerenciamento ficou a cargo de um grupo multidisciplinar, com representantes da Secretaria-Geral da Mesa; da Diretoria-Geral; da Secretaria de Comunicação Social; da Consultoria Legislativa; da Consultoria de Orçamentos, Fiscalização e Controle; e da Secretaria Especial de Informática do Senado Federal.
Um Ato da Mesa do Senado elencou as ferramentas do portal:
1. e-Legislação: espaço destinado ao debate e à proposição de novas leis e alteração da legislação vigente ou projetos em tramitação;
2. e-Fiscalização: espaço destinado ao acompanhamento do orçamento brasileiro e das ações administrativas do Senado Federal;
3. e-Representação: espaço destinado à expressão da opinião e manifestações do cidadão sobre temas de interesse da sociedade e projetos em tramitação.

Em 10 de Julho de 2013, sob a presidência senador Renan Calheiros, o Senado determinou a criação do mecanismo conhecido como Consulta Pública, que permite a participação popular na tramitação das proposições legislativas no Senado Federal.
Em 27 de Novembro de 2015, por iniciativa da Comissão Senado do Futuro, foi regulamentado o Programa e-Cidadania, conferindo-lhe segurança jurídica.

## Participação popular
Atualmente, o portal conta com três ferramentas de participação popular: Ideia Legislativa, Evento Interativo e Consulta Pública.

### Ideia Legislativa
O intuito da ferramenta é oferecer ao cidadão um meio de sugerir novas leis, alterar as que já existem ou aperfeiçoar a Constituição. As sugestões ficam disponíveis para votação popular durante quatro meses e as ideias que recebem 20 mil apoios são encaminhadas à Comissão de Direitos Humanos e Legislação Participativa (CDH), onde são formalizadas como Sugestões Legislativas. As sugestões são debatidas pelos senadores e recebem parecer.
De maio de 2012 até março de 2020, mais de 73 mil ideias legislativas já haviam sido cadastradas no site. Em março de 2020, 63 sugestões legislativas estavam em avaliação na Comissão de Direitos Humanos, 67 não haviam sido acatadas e 25 haviam sido convertidas em Projeto de Lei ou Projeto de Emenda à Constituição.
Ao longo desse período, algumas ideias tiveram destaque, como a sugestão nº 8 de 2014, que buscava regulamentar o uso recreativo, medicinal e industrial da maconha. A ideia incitou o debate com a população em seis audiências públicas interativas e obteve parecer da CDH pela criação de uma subcomissão temporária sobre o tema. A sugestão nº 15 de 2014, que buscava legalizar o aborto nas doze primeiras semanas de gravidez, foi tema de cinco audiências . Juntas, essas duas sugestões, tiveram mais de 8 mil comentários nas audiências.
Outra ideia popular que mobilizou as redes sociais foi a que propôs a redução dos impostos sobre jogos eletrônicos de 72% para 9%. A ideia atingiu o número necessário de apoios no mesmo dia em que foi cadastrada no portal e foi transformada na Sugestão nº 15 de 2017. Em dezembro de 2017, a sugestão recebeu parecer favorável pela transformação em Proposta de Emenda à Constituição.
Em novembro de 2019, a senadora Zenaide Maia (Pros-RN), adotou a primeira ideia legislativa apresentada em Libras no portal e-Cidadania, por uma estudante do Distrito Federal. O PL 5.961/2019, apresentado pela senadora com o mesmo teor da ideia, busca incluir a Língua Brasileira de Sinais (Libras) nos currículos escolares para todos os alunos, não só os surdos.
Em julho de 2020, o senador Paulo Paim (PT-SP) adotou uma sugestão legislativa e apresentou seu conteúdo como projeto, dando o crédito ao autor na justificativa do texto.  A sugestão, proveniente de uma  ideia legislativa publicada no portal e-Cidadania, busca garantir a concessão de um décimo quarto salário a aposentados e pensionistas do INSS em 2020, em razão da pandemia de covid-19 .

#### Convertidas em Proposta de Emenda à Constituição
| Ideia Legislativa                                                                       | Número da Sugestão Legislativa | Número da PEC      |
| Reduzir os impostos sobre games de 72% para 9%                                          | SUG n° 15 de 2017              | PEC n° 51 de 2017  |
| Fim do auxílio moradia para deputados, juízes senadores                                 | SUG n° 30 de 2017              | PEC n° 41 de 2017  |
| Fim da aposentadoria especial para Governadores e Presidentes                           | SUG n° 43 de 2017              | PEC n° 53 de 2019  |
| Revogação da Emenda Constitucional n°95, que congela investimentos públicos por 20 anos | SUG n° 31 de 2018              | PEC n° 54 de 2019  |
| Fim das regalias para ex-presidentes e ex-governadores                                  | SUG n° 23 de 2018              | PEC n° 141 de 2019 |
| Proíbe o corte e o contingenciamento no orçamento das instituições federais de ensino   | SUG nº 28 de 2019              | PEC nº 9 de 2020   |

#### Convertidas em Projeto de Lei
| Ideia Legislativa | Número da Sugestão Legislativa | Número do PLS      |
| Proibir a distribuição de canudos, sacolas plásticas e uso de microplástico em cosméticos                                       | SUG n° 10 de 2018              | PLS n° 263 de 2018 |
| Psicólogos com piso salarial de R$ 4.800 por 30 horas semanais                                                                  | SUG n° 6 de 2017               | PLS n° 511 de 2017 |
| Proibir, expressamente, o corte ou a diminuição da velocidade por consumo de dados nos serviços de internet de Banda Larga Fixa | SUG n° 7 de 2016               | PLS n° 100 de 2017 |
| Criar Centros de Atendimento Integral para Autistas nos estados brasileiros no SUS.                                             | SUG n° 21 de 2017              | PLS n° 169 de 2018 |
| Descriminalização do cultivo da Cannabis para uso próprio                                                                       | SUG n° 25 de 2017              | PLS n° 514 de 2017 |
| Criminalizar a homofobia para punição de pessoas que atacam outras pessoas por serem LGBT                                       | SUG n° 28 de 2017              | PLS n° 515 de 2017 |
| Desconto de 30% na compra de automóveis por professores                                                                         | SUG n° 40 de 2017              | PLS n° 512 de 2017 |
| Enquadramento de Desenvolvedores/Programadores como Microempreendedor Individual (MEI)                                          | SUG n° 59 de 2017              | PLS n° 220 de 2018 |
| Garantia de Data-Base aos servidores públicos                                                                                   | SUG n° 1 de 2018               | PLS n° 228 de 2018 |
| Retificação do registro civil transexuais                                                                                       | SUG nº 66 de 2017              | PL n° 2745 de 2019 |
| Proíbam fogos de artifício com ruídos (rojões, morteiros, bombas etc.)                                                          | SUG n° 4 de 2018               | PL n° 2130 de 2019 |
| Pela obrigatoriedade das disciplinas de Filosofia e Sociologia no Ensino Médio                                                  | SUG n° 20 de 2018              | PL n° 2579 de 2019 |
| Aumento retroativo e anual das bolsas de pós-graduação                                                                          | SUG n° 34 de 2018              | PL n° 3612 de 2019 |
| Tornar santinhos obrigatoriamente biodegradáveis                                                                                | SUG n° 6 de 2019               | PL n° 2276 de 2019 |
| Reconhecer a fibromialgia como doença crônica com direito a aposentadoria e auxílio doença                                      | SUG n° 24 de 2019              | PL n° 4399 de 2019 |
| Médicos brasileiros formados no exterior podem trabalhar no Brasil.                                                             | SUG n° 7 de 2019               | PL n° 5180 de 2019 |
| Mudança do artigo 213 crime de estupro                                                                                          | SUG nº 54 de 2017              | PL nº 6419 de 2019 |
| Fim da taxa de 15 reais do despacho postal para produtos importados não tributados                                              | SUG nº 33 de 2018              | PL nº 6420 de 2019 |
| Contra o aumento do fundo eleitoral                                                                                             | SUG nº 49 de 2019              | PL nº 573 de 2020  |
| Concede 14° salário aos aposentados e pensionistas do INSS em 2020, em razão da pandemia de Covid-19                            | SUG n° 11 de 2020              | PL n° 3657 de 2020 |

#### Não acatadas
No total, até março de 2020, 67 sugestões oriundas de ideias enviadas por cidadãos não foram acatadas por motivos diversos durante votação na Comissão de Direitos Humanos e Legislação Participativa (CDH) do Senado Federal.
A ideia de criminalizar o funk como crime de saúde pública às crianças, aos adolescentes e à família (SUG nº 17 de 2017) dividiu a opinião pública e foi amplamente divulgada pela mídia. Dos quase 100 mil votos populares, 57% foram favoráveis à proposta. Apesar disso, a ideia foi rejeitada e arquivada após audiência pública solicitada, pelo relator Senador Romário, em 13 de setembro de 2017. Outras que geraram intensos debates na sociedade foram a SUG n° 4 de 2017, que pedia o fim do Estatuto do Desarmamento, e a SUG n° 12 de 2017, que buscava a redução da maioridade penal para 15 anos em crimes de estupro e assassinato.

#### Acessibilidade
Para possibilitar a acessibilidade a surdos e cidadãos que se comunicam em Libras, em maio de 2019, o Portal e-Cidadania se tornou o primeiro órgão do Brasil a receber ideias legislativas por meio de vídeo.

### Evento Interativo
Regimentalmente, somente os parlamentares e os convidados têm o direito regimental de se manifestar presencialmente durante eventos como sessões de debates temáticos, audiências públicas e sabatinas. A ferramenta de eventos interativos abriu aos cidadãos a possibilidade de manifestação nesses eventos, com perguntas e comentários por meio do portal e-cidadania ou por telefone, ligando gratuitamente para o Senado.  As perguntas recebidas pelo telefone são, porteriormente, registradas no portal. 
As manifestações dos cidadãos são entregues aos Senadores durante as reuniões. Além disso, a ferramenta também coloca à disposição dos cidadãos o vídeo da transmissão do evento, slides apresentados pelos palestrantes, convidados e outras informações quando pertinentes.  
O recorde de participações em um evento interativo foi na audiência que debateu a transparência do sistema S (Sesi, Senac, Senai) em abril de 2018, com 2.400 comentários ou perguntas.
Atualmente, o portal oferece declaração de participação, disponível na página de cada evento .  A declaração pode servir, por exemplo, para estudantes universitários comprovarem que participaram dos eventos, que podem contar como horas complementares. 

#### Audiências Públicas
Nas audiências públicas, representantes da sociedade, pesquisadores e autoridades são convidados para expor informações e argumentos sobre assuntos de interesse público e sobre os temas e proposições legislativas em debate nas comissões. A participação popular pode auxiliar na formulação dos projetos, já que o cidadão pode sugerir a alteração no texto das proposições. Em audiências realizadas para debater o abuso de autoridade, vários cidadãos eram contra itens do projeto, entre eles, o crime de hermenêutica. Na versão final, o relator da matéria retirou essa parte do texto.
Desde 2015, todas as audiências públicas realizadas pelas comissões do Senado são abertas à participação popular por meio do Portal e-Cidadania. Entre 2012 e 2015 apenas algumas audiências foram realizadas em caráter interativo.

#### Sabatinas
Também chamada de arguição pública, a sabatina é uma reunião para inquirir o indicado a assumir um cargo público de alta relevância, ministro de tribunais superiores, diretor de agência reguladora e embaixador. Desde 2013, o Regimento Interno do Senado determina que todas as sabatinas são abertas à participação popular. 
Os eventos para escolha do  Procurador-Geral da República, em agosto de 2015, e do Presidente do Banco Central, em maio de 2016, são exemplos de sabatinas em que as manifestações populares foram lidas durante as reuniões.
A sabatina de Alexandre de Moraes, realizada no dia 21 de fevereiro de 2017 é, atualmente, a que detém o recorde em participações populares, com mais de 1.600 participações. Das 12 perguntas feitas pelo relator da sabatina, senador Eduardo Braga, 10 foram dos cidadãos que enviaram por meio do portal. O senador disse que buscou fazer uma pergunta de cada assunto abordado pelos cidadãos. 

#### Sessão de Debates Temáticos
Assim como ocorre nas audiências públicas feitas pelas comissões, podem ser feitas sessões de debates temáticos no plenário do Senado. Essas sessões, em sua maioria, também têm sido abertas para a participação popular. Tiveram número considerável de participações as sessões para debater a terceirização, em maio de 2015; o vírus zika, em fevereiro de 2016; e a reforma trabalhista em maio de 2017.

#### Jovem Senador
O projeto Jovem Senador é outro exemplo de participação popular. O projeto seleciona, por meio de concurso de redação, estudantes do ensino médio das escolas públicas estaduais do Brasil. Ao vivenciar o dia a dia do trabalho legislativo, os jovens se reúnem em grupos e apresentam sugestões de projetos.
Uma das propostas aprovadas pelos Jovens Senadores foi o PLSJ nº 1 de 2017 da Comissão Nísia Floresta, que responsabiliza os provedores de aplicações de internet pela divulgação de conteúdos falsos (fake news) ou ofensivos a terceiros. Essa proposição recebeu, por meio da ferramenta ‘Evento Interativo’, críticas de internautas questionando o risco de censura.

### Consulta Pública
O cidadão pode manifestar sua opinião a favor ou contra todas as proposições (projetos de lei, propostas de emenda à Constituição, medidas provisórias, etc.) desde o início até o fim de sua tramitação no Senado Federal. Até março de 2020, 9 milhões de usuários registraram mais de 21 milhões de opiniões sobre 8.918 proposições.
Em 20 de abril de 2016, foi publicada a proposta de emenda à Constituição que prevê a realização de eleições presidenciais simultaneamente às eleições municipais de 2016, e foi automaticamente aberta sua Consulta Pública, assim como ocorre para todas as outras proposições que tramitam no Senado. Em maio de 2016, o Portal e-Cidadania chegou a ficar instável devido ao grande número de acessos na página da proposta  .
O recorde de participações de internautas registrado até setembro de 2019 foi na SUG nº 30 de 2017 que pede o fim do auxílio-moradia para deputados, juízes e senadores, com quase 2 milhões de votos. Entre as proposições apresentadas pelos senadores com maior número de interações está a PEC n° 106 de 2015  que propõe a redução do número de deputados e senadores com mais de 1,8 milhões de votos.
A participação da população pode influenciar no destino das proposições. Como exemplo, há o projeto do Ato Médico (PLS 350/2014), que listava atividades que seriam exclusividade de pessoas formadas em medicina, afetando outras categorias, como a dos tatuadores.  Devido ao grande número de opiniões contrárias, a Senadora Lúcia Vânia retirou o projeto da pauta do Senado Federal .